# La Loche
La Loche je vesnice v kanadské provincii Saskatchewan. Leží na konci silnice 155, na východním břehu jezera Lac La Loche. V roce 2011 zde žilo 2611 obyvatel. Nachází se zde škola La Loche Community School. Nedaleko vesnice se nachází letiště La Loche Airport.
Dne 22. ledna 2016 zde byli zavražděni čtyři lidé.